# Super Rugby 2020
Il Super Rugby 2020 è stata la 25ª edizione del Super Rugby SANZAAR, torneo professionistico annuale di rugby a 15 tra franchigie delle federazioni neozelandese, australiana, sudafricana, argentina e giapponese.
Il torneo è stato sospeso in seguito alla pandemia di Covid-19 dopo la settima giornata. Nel maggio 2020, a pochi giorni di distanza, la federazione neozelandese e quella australiana annunciarono la creazione di due tornei sostitutivi giocati solamente tra le franchigie nazionali, rispettivamente il Super Rugby Aotearoa ed il Super Rugby AU. A settembre 2020 anche la federazione sudafricana annunciò un proprio campionato interno denominato Super Rugby Unlocked.

## Formato
Il formato del torneo era quello già adottato nelle stagioni precedenti con 15 squadre suddivise in tre conference. Era previsto che ogni squadra giochasse 16 partite nella stagione regolare con due turni di riposo per un totale di 18 giornate, incontrando tutte quelle del suo girone due volte in partite di andata e ritorno, quattro squadre di un altro girone in casa propria e altre quattro del terzo girone fuori casa. A qualificarsi ai playoff sarebbero state otto squadre: le vincitrici delle tre conference e le altre cinque squadre con più punti nella classifica generale, indipendentemente dalla conference di appartenenza. Nella prima conference erano incluse le quattro squadre australiane e i giapponesi Sunwolves, nella seconda le cinque squadre neozelandesi, nella terza quattro squadre sudafricane e gli argentini Jaguares. I vincitori delle tre conference e la migliore wild-card dovevano ospeitare i quarti di finale. Le squadre meglio classificate nella stagione regolare dovevano ospitare le semifinali e la finale.
Secondo le intenzioni degli organizzatori, per la prima volta il torneo non doveva essere sospeso nel mese di giugno, ma si sarebbe dovuto svolgere ininterrottamente dal 31 gennaio al 20 giugno, data della finale, poiché era previsto che da questa stagione i test match internazionali si sarebbero svolti nel mese di luglio dopo la riforma del calendario varata da World Rugby.

## Squadre partecipanti e ambiti territoriali
| Paese                    | Squadra              | Sede                                | Area                                                                     |                      |
| Conference Australia     | Conference Australia | Conference Australia                | Conference Australia                                                     | Conference Australia |
| ------------------------ | -------------------- | ----------------------------------- | ------------------------------------------------------------------------ | -------------------- |
| Australia                | Brumbies             | Canberra                            | Territorio della Capitale Australiana                                    |                      |
| Australia                | Rebels               | Melbourne                           | Stato di Victoria                                                        |                      |
| Australia                | Reds                 | Brisbane                            | Stato del Queensland                                                     |                      |
| Australia                | Waratahs             | Sydney                              | Stato del Nuovo Galles del Sud                                           |                      |
| Giappone                 | Sunwolves            | Tokyo, Singapore                    | Giappone, Asia orientale                                                 |                      |
| Conference Nuova Zelanda |                      |                                     |                                                                          |                      |
| Nuova Zelanda            | Blues                | Auckland                            | Penisola di Northland e la regione di Auckland centrale e settentrionale |                      |
| Nuova Zelanda            | Chiefs               | Hamilton                            | Distretti di Hamilton, Tauranga e Rotorua                                |                      |
| Nuova Zelanda            | Crusaders            | Christchurch                        | Regione di Canterbury                                                    |                      |
| Nuova Zelanda            | Highlanders          | Dunedin                             | Distretto di Otago e Southland                                           |                      |
| Nuova Zelanda            | Hurricanes           | Wellington                          | Wellington, Palmerston North e Napier                                    |                      |
| Conference Sudafrica     |                      |                                     |                                                                          |                      |
| Sudafrica                |                      |                                     |                                                                          |                      |
| Bulls                    | Pretoria             | East Rand, Limpopo                  |                                                                          |                      |
| Lions                    | Johannesburg         | Mpumalanga, Provincia del Nordovest |                                                                          |                      |
| Sharks                   | Durban               | KwaZulu-Natal                       |                                                                          |                      |
| Stormers                 | Città del Capo       | Cape Winelands, West Coast          |                                                                          |                      |
| Argentina                | Jaguares             | Buenos Aires                        | Argentina                                                                |                      |

## Stagione regolare
Il calendario del torneo è stato ufficializzato il 10 settembre 2019.

### Risultati
|            | 1ª giornata           |       |
| ---------- | --------------------- | ----- |
| 31-01-2020 | Blues — Chiefs        | 29-37 |
| 31-01-2020 | Brumbies — Reds       | 27-24 |
| 31-01-2020 | Sharks — Bulls        | 23-15 |
| 01-02-2020 | Sunwolves — Rebels    | 36-27 |
| 01-02-2020 | Crusaders — Warathas  | 43-25 |
| 01-02-2020 | Stormers — Hurricanes | 27-0  |
| 01-02-2020 | Jaguares — Lions      | 38-8  |
| rip.       | Highlanders           |       |

|            | 4ª giornata                 |       |
| ---------- | --------------------------- | ----- |
| 21-02-2020 | Crusaders — Highlanders     | 33-13 |
| 22-02-2020 | Rebels — Sharks             | 24-36 |
| 22-02-2020 | Chiefs — Brumbies           | 14-26 |
| 22-02-2020 | Reds — Sunwolves            | 64-5  |
| 22-02-2020 | Stormers — Jaguares         | 17-7  |
| 22-02-2020 | Bulls — Blues               | 21-23 |
| rip.       | Lions, Warathas, Hurricanes |       |
|            |                             |       |

|            | 7ª giornata            |            |
| ---------- | ---------------------- | ---------- |
| 13-03-2020 | Chiefs — Hurricanes    | 24-27      |
| 14-03-2020 | Sunwolves — Crusaders  | 14-49      |
| 14-03-2020 | Blues — Lions          | 43-10      |
| 14-03-2020 | Reds — Bulls           | 41-17      |
| 14-03-2020 | Sharks — Stormers      | 24-14      |
| 14-03-2020 | Jaguares — Highlanders | Cancellata |
| 15-03-2020 | Brumbies — Waratahs    | 47-14      |
| rip.       | Rebels                 |            |

|            | 10ª giornata          |            |
| ---------- | --------------------- | ---------- |
| 03-04-2020 | Crusaders — Blues     | Cancellata |
| 04-04-2020 | Chiefs — Bulls        | Cancellata |
| 04-04-2020 | Brumbies — Hurricanes | Cancellata |
| 04-04-2020 | Stormers — Warathas   | Cancellata |
| 04-04-2020 | Lions — Sharks        | Cancellata |
| 04-04-2020 | Jaguares — Rebels     | Cancellata |
| 05-04-2020 | Sunwolves — Reds      | Cancellata |
| rip.       | Highlanders           |            |

|            | 13ª giornata                |            |
| ---------- | --------------------------- | ---------- |
| 24-04-2020 | Crusaders — Jaguares        | Cancellata |
| 24-04-2020 | Rebels — Blues              | Cancellata |
| 25-04-2020 | Chiefs — Stormers           | Cancellata |
| 25-04-2020 | Sharks — Brumbies           | Cancellata |
| 25-04-2020 | Bulls — Sunwolves           | Cancellata |
| 26-04-2020 | Reds — Highlanders          | Cancellata |
| rip.       | Lions, Warathas, Hurricanes |            |
|            |                             |            |

|            | 16ª giornata             |            |
| ---------- | ------------------------ | ---------- |
| 15-05-2020 | Chiefs — Blues           | Cancellata |
| 15-05-2020 | Rebels — Brumbies        | Cancellata |
| 16-05-2020 | Sunwolves — Stormers     | Cancellata |
| 16-05-2020 | Highlanders — Hurricanes | Cancellata |
| 16-05-2020 | Reds — Waratahs          | Cancellata |
| 16-05-2020 | Lions — Crusaders        | Cancellata |
| 16-05-2020 | Bulls — Sharks           | Cancellata |
| rip.       | Jaguares                 |            |

|            | 2ª giornata           |       |
| ---------- | --------------------- | ----- |
| 07-02-2020 | Highlanders — Sharks  | 20-42 |
| 07-02-2020 | Brumbies — Rebels     | 39-26 |
| 08-02-2020 | Chiefs — Crusaders    | 25-15 |
| 08-02-2020 | Waratahs — Blues      | 12-32 |
| 08-02-2020 | Lions — Reds          | 27-20 |
| 08-02-2020 | Stormers — Bulls      | 13-0  |
| 08-02-2020 | Jaguares — Hurricanes | 23-26 |
| rip.       | Sunwolves             |       |

|            | 5ª giornata                 |       |
| ---------- | --------------------------- | ----- |
| 28-02-2020 | Highlanders — Rebels        | 22-28 |
| 28-02-2020 | Waratahs — Lions            | 29-17 |
| 29-02-2020 | Hurricanes — Sunwolves      | 62-15 |
| 29-02-2020 | Reds — Sharks               | 23-33 |
| 29-02-2020 | Stormers — Blues            | 14-33 |
| 29-02-2020 | Bulls — Jaguares            | 24-39 |
| rip.       | Brumbies, Crusaders, Chiefs |       |
|            |                             |       |

|            | 8ª giornata            |            |
| ---------- | ---------------------- | ---------- |
| 20-03-2020 | Crusaders — Hurricanes | Cancellata |
| 20-03-2020 | Rebels — Sunwolves     | Cancellata |
| 21-03-2020 | Highlanders — Lions    | Cancellata |
| 21-03-2020 | Blues — Brumbies       | Cancellata |
| 21-03-2020 | Waratahs — Bulls       | Cancellata |
| 21-03-2020 | Sharks — Chiefs        | Cancellata |
| 21-03-2020 | Jaguares — Stormers    | Cancellata |
| rip.       | Reds                   |            |

|            | 11ª giornata                   |            |
| ---------- | ------------------------------ | ---------- |
| 10-04-2020 | Highlanders — Chiefs           | Cancellata |
| 11-04-2020 | Blues — Hurricanes             | Cancellata |
| 11-04-2020 | Reds — Rebels                  | Cancellata |
| 11-04-2020 | Sharks — Waratahs              | Cancellata |
| 11-04-2020 | Bulls — Lions                  | Cancellata |
| 12-04-2020 | Brumbies — Jaguares            | Cancellata |
| rip.       | Stormers, Sunwolves, Crusaders |            |
|            |                                |            |

|            | 14ª giornata         |            |
| ---------- | -------------------- | ---------- |
| 01-05-2020 | Hurricanes — Chiefs  | Cancellata |
| 02-05-2020 | Crusaders — Stormers | Cancellata |
| 02-05-2020 | Highlanders — Blues  | Cancellata |
| 02-05-2020 | Waratahs — Rebels    | Cancellata |
| 02-05-2020 | Sunwolves — Jaguares | Cancellata |
| 02-05-2020 | Sharks — Lions       | Cancellata |
| 02-05-2020 | Bulls — Brumbies     | Cancellata |
| rip.       | Reds                 |            |

|            | 17ª giornata            |            |
| ---------- | ----------------------- | ---------- |
| 22-05-2020 | Chiefs — Rebels         | Cancellata |
| 22-05-2020 | Reds — Hurricanes       | Cancellata |
| 23-05-2020 | Highlanders — Sunwolves | Cancellata |
| 23-05-2020 | Waratahs — Brumbies     | Cancellata |
| 23-05-2020 | Sharks — Crusaders      | Cancellata |
| 23-05-2020 | Stormers — Lions        | Cancellata |
| 23-05-2020 | Jaguares — Bulls        | Cancellata |
| rip.       | Blues                   |            |

|             | 3ª giornata            |       |
| ----------- | ---------------------- | ----- |
| 14 -02-2020 | Blues — Crusaders      | 8-25  |
| 14-02-2020  | Rebels — Waratahs      | 24-10 |
| 15-02-2020  | Sunwolves — Chiefs     | 17-43 |
| 15-02-2020  | Hurricanes — Sharks    | 38-22 |
| 15-02-2020  | Brumbies — Highlanders | 22-23 |
| 15-02-2020  | Lions — Stormers       | 30-33 |
| 15-02-2020  | Jaguares — Reds        | 43-27 |
| rip.        | Bulls                  |       |

|            | 6ª giornata          |       |
| ---------- | -------------------- | ----- |
| 06-03-2020 | Sunwolves — Brumbies | 14-47 |
| 06-03-2020 | Crusaders — Reds     | 24-20 |
| 06-03-2020 | Waratahs — Chiefs    | 14-51 |
| 07-03-2020 | Hurricanes — Blues   | 15-24 |
| 07-03-2020 | Rebels — Lions       | 37-17 |
| 07-03-2020 | Sharks — Jaguares    | 33-19 |
| 07-03-2020 | Bulls — Highlanders  | 38-13 |
| rip.       | Stormers             |       |

|            | 9ª giornata             |            |
| ---------- | ----------------------- | ---------- |
| 27-03-2020 | Hurricanes — Bulls      | Cancellata |
| 27-03-2020 | Reds — Brumbies         | Cancellata |
| 28-03-2020 | Highlanders — Crusaders | Cancellata |
| 28-03-2020 | Waratahs — Sunwolves    | Cancellata |
| 28-03-2020 | Lions — Chiefs          | Cancellata |
| 28-03-2020 | Stormers — Rebels       | Cancellata |
| rip.       | Jaguares, Sharks, Blues |            |
|            |                         |            |

|            | 12ª giornata             |            |
| ---------- | ------------------------ | ---------- |
| 17-04-2020 | Hurricanes — Highlanders | Cancellata |
| 17-04-2020 | Rebels — Crusaders       | Cancellata |
| 18-04-2020 | Blues — Jaguares         | Cancellata |
| 18-04-2020 | Waratahs — Reds          | Cancellata |
| 18-04-2020 | Lions — Sunwolves        | Cancellata |
| 18-04-2020 | Stormers — Sharks        | Cancellata |
| rip.       | Bulls, Brumbies, Chiefs  |            |
|            |                          |            |

|            | 15ª giornata           |            |
| ---------- | ---------------------- | ---------- |
| 08-05-2020 | Hurricanes — Crusaders | Cancellata |
| 08-05-2020 | Sunwolves — Waratahs   | Cancellata |
| 09-05-2020 | Chiefs — Highlanders   | Cancellata |
| 09-05-2020 | Blues — Reds           | Cancellata |
| 09-05-2020 | Brumbies — Stormers    | Cancellata |
| 09-05-2020 | Lions — Bulls          | Cancellata |
| 09-05-2020 | Jaguares — Sharks      | Cancellata |
| rip.       | Rebels                 |            |

|            | 18ª giornata          |            |
| ---------- | --------------------- | ---------- |
| 29-05-2020 | Blues — Highlanders   | Cancellata |
| 29-05-2020 | Brumbies — Sunwolves  | Cancellata |
| 30-05-2020 | Hurricanes — Waratahs | Cancellata |
| 30-05-2020 | Crusaders — Chiefs    | Cancellata |
| 30-05-2020 | Rebels — Reds         | Cancellata |
| 30-05-2020 | Lions — Jaguares      | Cancellata |
| 30-05-2020 | Bulls — Stormers      | Cancellata |
| rip.       | Sharks                |            |

### Classifica
Il sistema di punteggio è quello generalmente utilizzato nell'emisfero sud: sono assegnati 4 punti per la vittoria, 2 per il pareggio e nessuno per la sconfitta, più un punto supplementare per qualsiasi squadra che realizzi almeno tre mete più dell'avversario e un ulteriore punto per la squadra sconfitta che limiti il passivo della sconfitta a 7 punti di scarto o meno.
| OQF                      |    | Squadra     | G | V | N | P | Bye | PF  | PS  | P±   | B | Pt |
| ------------------------ | -- | ----------- | - | - | - | - | --- | --- | --- | ---- | - | -- |
| Australian Conference    |    |             |   |   |   |   |     |     |     |      |   |    |
|                          | 2  | Brumbies    | 6 | 5 | 0 | 1 | 0   | 208 | 115 | 93   | 3 | 23 |
|                          | 9  | Rebels      | 6 | 3 | 0 | 3 | 0   | 166 | 160 | 6    | 1 | 13 |
|                          | 10 | Reds        | 7 | 2 | 0 | 5 | 0   | 219 | 176 | 43   | 5 | 13 |
|                          | 14 | Waratahs    | 6 | 1 | 0 | 5 | 0   | 104 | 214 | −110 | 1 | 5  |
|                          | 15 | Sunwolves   | 6 | 1 | 0 | 5 | 0   | 101 | 292 | −191 | 0 | 4  |
| New Zealand Conference   |    |             |   |   |   |   |     |     |     |      |   |    |
|                          | 3  | Crusaders   | 6 | 5 | 0 | 1 | 0   | 189 | 105 | 84   | 3 | 23 |
|                          | 4  | Blues       | 7 | 5 | 0 | 2 | 0   | 192 | 134 | 58   | 2 | 22 |
|                          | 5  | Chiefs      | 6 | 4 | 0 | 2 | 0   | 194 | 128 | 66   | 3 | 19 |
|                          | 6  | Hurricanes  | 6 | 4 | 0 | 2 | 0   | 168 | 135 | 33   | 1 | 17 |
|                          | 11 | Highlanders | 6 | 1 | 1 | 4 | 0   | 91  | 163 | −72  | 1 | 7  |
| South African Conference |    |             |   |   |   |   |     |     |     |      |   |    |
|                          | 1  | Sharks      | 7 | 6 | 0 | 1 | 0   | 213 | 153 | 60   | 0 | 24 |
|                          | 7  | Stormers    | 6 | 4 | 0 | 2 | 0   | 118 | 94  | 24   | 1 | 17 |
|                          | 8  | Jaguares    | 7 | 3 | 1 | 3 | 0   | 169 | 135 | 34   | 3 | 17 |
|                          | 12 | Bulls       | 6 | 1 | 0 | 5 | 0   | 115 | 152 | −37  | 2 | 6  |
|                          | 13 | Lions       | 6 | 1 | 0 | 5 | 0   | 109 | 200 | −91  | 1 | 5  |

## Play-off
I play-off non si sono disputati dopo la sospensione della competizione. Era previsto che ai play-off si qualificassero 8 squadre: le tre vincitrici di ogni conference e la migliore tra le altre nella classifica aggregata indipendentemente dalla conference di appartenenza col diritto di giocare il quarto di finale in casa; le successive quattro classificate nella classifica aggregata indipendentemente dalla conferenza di appartenenza.
In caso di parità di punti si applicano le seguenti regole:
- maggior numero di vittorie in tutto il torneo;
- differenza punti in tutto il torneo;
- maggior numero di mete in tutto il torneo;
- differenza mete in tutto il torneo.

Le partite dei quarti di finale erano previsti nel fine settimana del 6 giugno, le semifinali la settimana successiva e la finalissima il 20 giugno 2020.